# Nazionale di atletica leggera della Nigeria
La nazionale di atletica leggera della Nigeria è la rappresentativa della Nigeria nelle competizioni internazionali di atletica leggera riservate alle selezioni nazionali.

## Bilancio nelle competizioni internazionali
La nazionale nigeriana di atletica leggera vanta 17 partecipazioni ai Giochi olimpici estivi su 29 edizioni disputate.
Le due medaglie d'oro olimpiche sono state vinte da Chioma Ajunwa, nel salto in lungo ad Atlanta 1996, e dalla staffetta 4×400 metri maschile a Sydney 2000; quest'ultima medaglia, dopo essere rimasta a lungo vacante, è stata assegnata dal CIO dopo la squalifica della staffetta statunitense in seguito al caso-doping relativo ad Antonio Pettigrew.
Ai Mondiali la Nigeria non ha mai vinto nessun oro, ma ha conquistato quattro medaglie d'argento e cinque di bronzo.